# العلاقات الروسية الزامبية
العلاقات الروسية الزامبية هي العلاقات الثنائية التي تجمع بين روسيا وزامبيا.

## مقارنة بين البلدين
هذه مقارنة عامة ومرجعية للدولتين:
| وجه المقارنة                                              | روسيا                                   | زامبيا                         |
| --------------------------------------------------------- | --------------------------------------- | ------------------------------ |
| المساحة (كم2)                                             | 17.08 مليون                             | 752.62 ألف                     |
| عدد السكان (نسمة)                                         | 146.80 مليون                            | 17.09 مليون                    |
| الكثافة السكانية (ن./كم²)                                 | 8.59                                    | 22.71                          |
| العاصمة                                                   | موسكو                                   | لوساكا                         |
| اللغة الرسمية                                             | اللغة الروسية                           | لغة إنجليزية                   |
| العملة                                                    | روبل روسي                               | كواشا زامبي، كواشا زامبي قديم ‏ |
| الناتج المحلي الإجمالي (بليون دولار)                      | 1.58 تريليون                            | 25.81 مليار                    |
| الناتج المحلي الإجمالي (تعادل القوة الشرائية) بليون دولار | 3.69 تريليون                            | 62.18 مليار                    |
| الناتج المحلي الإجمالي الاسمي للفرد دولار أمريكي          | 9.09 ألف                                | 1.30 ألف                       |
| الناتج المحلي الإجمالي للفرد دولار أمريكي                 |                                         | 3.90 ألف                       |
| مؤشر التنمية البشرية                                      | 0.798                                   | 0.586                          |
| رمز المكالمات الدولي                                      | +7                                      | +260                           |
| رمز الإنترنت                                              | .ru، .рф، .рус ‏، .su                    | .zm                            |
| المنطقة الزمنية                                           | Magadan Time ‏، ت ع م+02:00، ت ع م+12:00 | ت ع م+02:00                    |

## مدن متوأمة
في ما يلي قائمة باتفاقيات التوأمة بين مدن روسية وزامبية:
- ترتبط إيجيفسك مع لوساكا باتفاقية توأمة.
- ترتبط محج قلعة مع ندولا باتفاقية توأمة منذ 1987.

## منظمات دولية مشتركة
يشترك البلدان في عضوية مجموعة من المنظمات الدولية، منها:
| علم المنظمة | اسم المنظمة                        | تاريخ انضمام روسيا | تاريخ انضمام زامبيا |
| ----------- | ---------------------------------- | ------------------ | ------------------- |
|             | مؤسسة التنمية الدولية              | 16 يونيو 1992      | 23 سبتمبر 1965      |
|             | يونسكو                             | 21 أبريل 1954      | 9 نوفمبر 1964       |
|             | مؤسسة التمويل الدولية              | 12 أبريل 1993      | 23 سبتمبر 1965      |
|             | منظمة حظر الأسلحة الكيميائية       | ?                  | ?                   |
|             | الأمم المتحدة                      | 24 أكتوبر 1945     | 1 ديسمبر 1964       |
|             | الاتحاد الدولي للاتصالات           | 1866               | 23 أغسطس 1965       |
|             | منظمة الشرطة الجنائية الدولية      | 27 سبتمبر 1990     | ?                   |
|             | البنك الدولي للإنشاء والتعمير      | 16 يونيو 1992      | 23 سبتمبر 1965      |
|             | الاتحاد البريدي العالمي            | ?                  | ?                   |
|             | وكالة ضمان الاستثمار متعدد الأطراف | 29 ديسمبر 1992     | 6 يونيو 1988        |
|             | منظمة التجارة العالمية             | 22 أغسطس 2012      | ?                   |

## وصلات خارجية
- موقع وزارة الخارجية الروسية